# Berkeley Pit

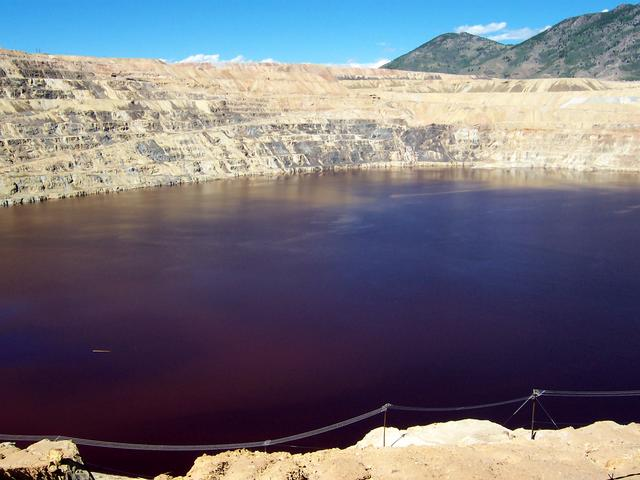
Una foto panoramica del pozzo di Berkeley Pit.

Berkeley Pit è il pozzo, ora allagato, di una miniera di rame a cielo aperto che si trova a Butte, in Montana, largo oltre un chilometro e mezzo e profondo oltre 250 metri.  L'acqua è altamente acida, con un livello di pH intorno a 2,5, e contenente una grande quantità di metalli pesanti e sostanze chimiche pericolose come l'arsenico, il cadmio, zinco, e acido solforico.
La miniera aprì nel 1955 e fu diretta dall'Anaconda Mining Company e successivamente dall'Atlantic Richfield Company (ARCO), per poi chiudere definitivamente nel 1982. Quando il pozzo venne chiuso, la pompa dell'acqua nel fondo venne spenta; questo causò un deflusso delle acque delle falde circostanti verso il pozzo. L'acqua colò attraverso i depositi di metallo e raccolse le loro componenti tossiche. L'acqua era così carica di metalli (fino a 187 ppm Cu) che si propose la loro estrazione dall'acqua. L'elevato costo di questa operazione la resero difficilmente attuabile.

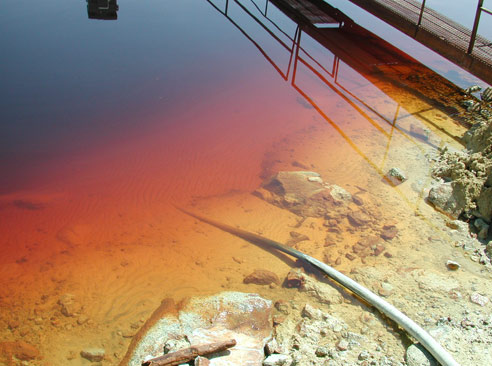
Come si presenta da vicino l'acqua del pozzo.

Questo finché negli anni novanta furono concepiti nuovi piani per risolvere il problema. Il pozzo di Berkeley Pit divenne da allora uno dei siti preferiti dalla Superfund (United States environmental policy).

## Nascita e sviluppo
La miniera sotterranea di Berkeley Pit si trova su una vena prominente che si estende verso Sud-Est dal sistema principale di vene, chiamato Anaconda. Quando cominciarono a luglio del 1955 le operazioni nella cava, si diede al pozzo il nome di Berkeley, la più antica miniera nelle vicinanze. Dal primo anno di lavori, la buca estrasse 17 000 tonnellate di minerali metallici al giorno, con una percentuale di rame dello 0,75%, ovvero si estrassero 125 tonnellate di rame al giorno. Approssimativamente, ad oggi, 1 000 000 000 tonnellate di materiali furono estratti dalla Buca di Berkeley. Il metallo principale nella produzione era il rame, seguito dall'argento e da altri tipi di metalli. 

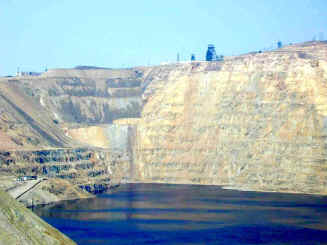
Il pozzo come si presentava nel 1986.

Due comunità e grandi parti di Butte vennero acquistate per espandere la cava. La società Anaconda comprò le case, le imprese e le scuole delle comunità di Meaderville e McQueen, cittadine a est del luogo della buca. Molte di queste case furono distrutte, altre furono seppellite, o vennero spostate più a Sud.

## Effetti ambientali

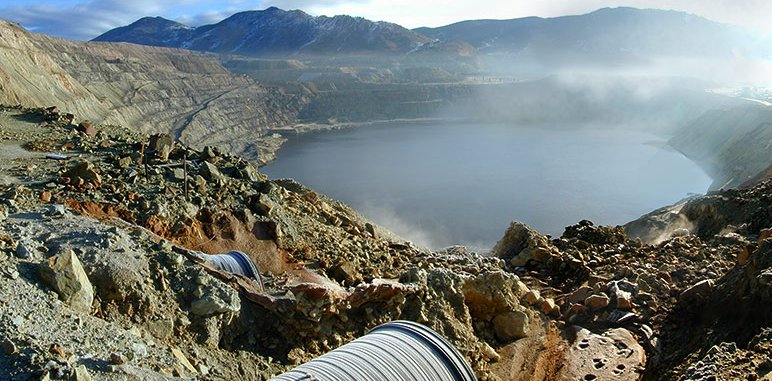
I vapori che fuoriescono dal pozzo e il paesaggio circostante.

Nel 1995, un grande stormo di Oche delle nevi scesero sul pozzo di Berkeley Pit e rimasero uccise, molto probabilmente dall'elevata acidità delle acque. 342 carcasse vennero recuperate: molte di queste oche presentavano reni e fegato ingrossati e l'esofago completamente eroso. L'ARCO, il custode della buca di Berkeley, negò che l'acqua del pozzo avesse provocato la morte delle oche dando la colpa delle loro morti principalmente alla loro dieta.. L'ARCO affermò che la buca era più che sicura.
Gli abitanti che vivevano nelle vicinanze manifestarono preoccupazioni per la nebbia prodotta dalla buca e si chiesero quali effetti avrebbe avuto sulla loro salute.
Il più recente piano di pulizia fu la costruzione di un impianto di trattamento nella curva a Ferro di Cavallo. Il progetto farà in modo che l'acqua venga deviata verso l'impianto ogniqualvolta il livello dell'acqua nel pozzo supera i 5410 piedi sopra il livello del mare. Questo per evitare che le acque del pozzo possano inquinare quello delle falde acquifere situate al di sopra di quel livello.

## Vita in condizioni estreme

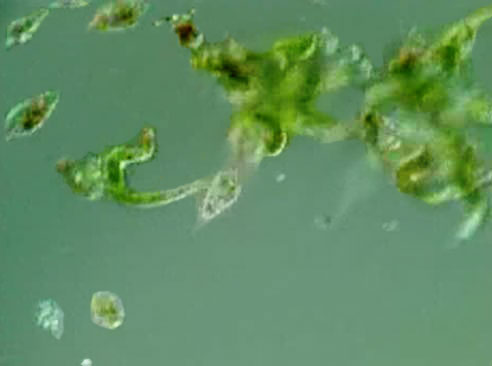
Alcuni batteri estremofili visti al microscopio.

Alcune specie batteriche e alcuni funghi nuovi (chiamati estremofili) sono stati scoperti nella buca e si sono adattati alle asperrime condizioni di Berkeley Pit. L'intensa competizione esistente tra queste specie per le limitatissime risorse disponibili hanno indotto gli organismi a produrre composti altamente tossici per garantire la sopravvivenza; prodotti naturali come il Berkeleydione, berkeleytrione e l'acido di Berkeley vennero isolati da questi organismi che da alcune ricerche, sembra possano uccidere alcuni tipi di cellule tumorali.